# Centromerus qinghaiensis
Centromerus qinghaiensis är en spindelart som beskrevs av Hu 200. Centromerus qinghaiensis ingår i släktet Centromerus och familjen täckvävarspindlar. Inga underarter finns listade i Catalogue of Life.